# Jüdischer Friedhof (Krynki)
Koordinaten: 53° 16′ 6,1″ N, 23° 46′ 29,3″ O

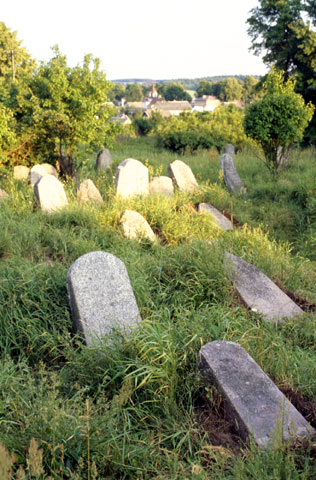
Jüdischer Friedhof in Krynki

Der jüdische Friedhof in der polnischen Stadt Krynki im Powiat Sokólski in der Woiwodschaft Podlachien an der Grenze zu Belarus wurde im Jahr 1662 angelegt. Auf einer Fläche von 2,3 Hektar befinden sich 3.100 Grabstellen. Der älteste erhaltene Grabstein stammt aus dem Jahr 1750.